# Anolis olssoni
Anolis olssoni – gatunek jaszczurki z rodziny Anolidae. Występuje endemicznie na wyspie Haiti i dwóch sąsiednich wyspach.

## Systematyka
Gatunek zalicza się do rodzaju Anolis, klasyfikowanego obecnie w monotypowej rodzinie Anolidae. W przeszłości rodzaj ten zaliczany był do licznej w gatunki rodziny legwanowatych (Iguanidae).

## Rozmieszczenie geograficzne, zagrożenia i ochrona
Gad ten występuje jedynie w Dominikanie i Haiti – na wyspie Haiti oraz dwóch przybrzeżnych wyspach – Gonâve i Île à Cabrit. Porozdzielane populacje rozprzestrzenione są szeroko w obrębie wyspy Haiti.
Jaszczurki bytują wśród różnorodnych siedlisk, jak tereny pustynne porośnięte kaktusami czy akacjami, nizinne tereny krzaczaste, lasy sosnowe w górach czy tereny trawiaste, radzą sobie również w środowisku zmodyfikowanym działalnością ludzką.

## Zagrożenie i ochrona
W Czerwonej księdze gatunków zagrożonych IUCN Anolis olssoni jest klasyfikowany jako gatunek najmniejszej troski (LC, ang. Least Concern).
Gatunek ten jest pospolity. Występuje w obrębie kilku obszarów chronionych. Wśród zagrożeń wymienia się rolnictwo oraz pozyskiwanie drewna w celu wytwarzania węgla drzewnego.